# Phlebosotera maeandrica
Phlebosotera maeandrica is een vliegensoort uit de familie van de Asteiidae. De wetenschappelijke naam van de soort is voor het eerst geldig gepubliceerd in 1998 door Carles-Tolra.